# Hallowed Ground
Albums de Violent Femmes
Violent Femmes
(1983) The Blind Leading the Naked
(1986)
Hallowed Ground est le deuxième album des Violent Femmes, sorti un an après le premier, en juin 1984. La plupart des gens pensent que les paroles religieuses de certaines chansons ont un caractère sarcastique, alors que leur compositeur, Gordon Gano, est chrétien pratiquant et était sincère en les créant. Athées, les deux autres membres du groupe ont tout d'abord refusé de les jouer et certaines ont même été écartées du tracklisting final.

## Titres
1. Country Death Song - 5:02
2. I Hear the Rain - 1:32
3. Never Tell - 7:10
4. Jesus Walking on the Water - 3:07
5. I Know It’s True but I’m Sorry to Say - 5:05
6. Hallowed Ground - 4:18
7. Sweet Misery Blues - 2:51
8. Black Girls - 5:41
9. It’s Gonna Rain - 4:11

## Musiciens
- Gordon Gano – chant, guitare acoustique, violon
- Brian Ritchie – guitare basse électrique, guitare basse acoustique, célesta, xylophone, guimbarde, chant
- Victor DeLorenzo – batterie, percussions vocales
- Mark Van Hecke - piano, orgue
- Tony Trischka - banjo
- Christina Houghton - autoharpe
- Peter Balistrieri - chant
- Cynthia Gano Lewis - chant
- Drake Scott - cornet à piston, sacqueboute
- John Zorn - saxophone alto
- John Tanner - clarinette